# Paco Chacón
Francisco Chacón Gutiérrez (nacido el 8 de mayo de 1976, Morelia, Michoacán), más conocido como Paco Chacón, es un exárbitro de fútbol mexicano calificado por la FIFA para arbitrar partidos internacionales.
Como árbitro internacional de 2009 a 2017, Chacón fue seleccionado para dos Torneos FIFA, la Copa de Oro de la Concacaf 2011 y la Copa América 2011.

## Arbitraje en ligas nacionales
El primer partido de Chacón como árbitro fue el 7 de septiembre de 2003 en la división de ascenso de México durante la jornada 6 del Torneo Apertura 2003 entre Tapatío y Tijuana. El 21 de agosto de 2004 debutó en la Primera División Mexicana en un partido entre Atlas y Puebla en la jornada 2 del Torneo Apertura 2004. Sacó siete tarjetas, incluidas dos tarjetas rojas, durante el partido. Arbitró en 2 Superclásicos y 1 como el 4° árbitro en la historia de los torneos cortos del fútbol mexicano. El 20 de agosto de 2011, Chacón era el oficial del partido entre Santos Laguna y Monarcas Morelia cuando el partido fue suspendido en el minuto 40 por disparos.

## Acreditación de FIFA
Chacón fue acreditado para partidos internacionales oficiales por la FIFA el 1 de enero de 2009.

## Partidos internacionales arbitrados
| Torneo                          | Fecha               | Lugar de eventos                                                | Redondo          | Equipo 1 | Resultado | Equipo 2  |
| ------------------------------- | ------------------- | --------------------------------------------------------------- | ---------------- | -------- | --------- | --------- |
| Copa de Oro de la Concacaf 2011 | 6 de junio de 2011  | The Home Depot Center, Carson, California, Estados Unidos       | Primera ronda    | Honduras | 0 – 0     | Guatemala |
| Copa América 2011               | 10 de julio de 2011 | Estadio Brigadier General Estanislao López, Santa Fe, Argentina | Primera ronda    | Colombia | 2 – 0     | Bolivia   |
| Copa América 2011               | 16 de julio de 2011 | Estadio Mario Alberto Kempes, Córdoba, Argentina                | Cuartos de final | Colombia | 0 – 2     | Perú      |
| Copa América 2011               | 20 de julio de 2011 | Estadio Malvinas Argentinas, Mendoza, Argentina                 | semifinales      | Paraguay | 0 – 0     | Venezuela |

## Televisión
MasterChef Celebrity (2021) Participante - Finalista
Los Protagonistas (2022, 2023) Invitado